# Phi2 Ceti
Phi² Ceti (Gliese 37) is een hoofdreeksster van het type F, gelegen in het sterrenbeeld Walvis op 51,93 lichtjaar van de Zon. De ster heeft een baansnelheid rond het galactisch centrum van 25,5 km/s.

## Externelink
- (en)  Phi2 Ceti in SIMBAD